# 4448-as mellékút (Magyarország)
A 4448-as számú mellékút egy bő 13 kilométer hosszú, négy számjegyű országos közút Csongrád-Csanád vármegye és Békés vármegye határvidékén; Nagymágocs és Árpádhalom községeket köti össze egymással, illetve Orosházával.

## Nyomvonala
Orosháza északnyugati külterületei között, Szentetornya városrésztől mintegy 2 kilométerre északra ágazik ki a 4408-as útból, kevéssel annak 1,500-as kilométerszelvénye után, nyugat felé. A város- és egyben a megyehatárt 2,5 kilométer után éri el, ott átlép Békés vármegye Orosházi járásából Csongrád-Csanád vármegye Szentesi járásába, egyúttal északi irányba fordul. Néhány száz méternyit halad ebben az irányban, 3,2 kilométer után már újból nyugatnak húzódik, Árpádhalom területén.
A negyedik kilométere előtt egy kunhalom, a település névadójának tartott Árpád-halom állja útját, ami miatt kettéválik, a nyugat felé haladó sáv északról, az ellenkező irányban haladó sáv délről kerüli meg az apró magaslatot, melynek csúcsán egy Makovecz Imre által tervezett Életfa-emlékmű áll. A lakott terület keleti szélét 4,6 kilométer után éri el az út, ott a Szentesi út nevet veszi fel. 5,2 kilométer elérése előtt kiágazik belőle a 44 148-as út, ez a község központjába vezet annak főutcájaként. Kevéssel a 6, kilométere után elhagyja a lakott területet, a 7,250-es kilométerszelvénye táján pedig egy elágazáshoz ér. A tovább egyenesen vezető út a 4449-es számozást viseli – ezen a számon Fábiánsebestyén központjából indul és itt ér véget –, a 4448-as pedig innen délnek folytatódik.
Alig 400 méter után eléri Nagymágocs északkeleti határszélét, innen egy jó darabon a két település határvonalát kíséri. Így keresztezi a Mágocs-ér folyását is, 9,9 kilométer megtételét követően. A hidat elhagyva rövidesen eléri Nagymágocs Szendreimajor nevű településrészét, ennek épületei nyugat felől kísérik. Csak a településrész déli szélét elhagyva lép teljesen nagymágocsi területre, 10,8 kilométer után.
11,2 kilométer teljesítését követően nyugat-délnyugati irányt vesz, így éri el Nagymágocs legkeletibb házait, majdnem pontosan a 12. kilométerénél. Ott Kossuth Lajos utca a neve, így torkollik bele 12,7 kilométer után dél felől a 44 113-as út (Mátyás király utca). Röviddel ezután maga is véget ér, beletorkollva a 4406-os útba, annak szinte pontosan a 14. kilométerénél.
Teljes hossza, az országos közutak térképes nyilvántartását szolgáló kira.gov.hu adatbázisa szerint 13,186 kilométer.

## Települések az út mentén
- Orosháza
- Árpádhalom
- Nagymágocs